# Noordoost-Mandarijn
Noordoost-Mandarijn of Dongbeiguanhua is een variant van het Mandarijn dat gesproken wordt in Noordoost-China. Meestal in de provincies Heilongjiang, Jilin, Liaoning en het oosten van Binnen-Mongolië. Het mag niet verward worden met het Dongbeihua.
- Sino-Tibetaanse talen
  - Chinese talen
    - Mandarijn
      - Noordoost-Mandarijn

Het Noordoost-Mandarijn kan worden getranscribeerd in vereenvoudigd Chinees en hanyu pinyin. Het verschil tussen Noordoost-Mandarijn en Dongbeihua is dat Noordoost-Mandarijn het Standaardmandarijn is dat door middel van de Noordoost-Chinese accenten wordt gesproken. Het Dongbeihua is de verzamelnaam van dialecten die in Noordoost-China wordt gesproken.